# Füchsl-palota
A nagyváradi Füchsl-palota műemlék épület Romániában, Bihar megyében. A romániai műemlékek jegyzékében a BH-II-m-B-01053 sorszámon szerepel.

## Története
Jellemző a kor építési ütemére, hogy miután a vagyonos Füschl testvérek 1902-ben megbízták a pesti Bálint Zoltán és Jámbor Lajos építészpárost, a kétemeletes palota tervezésével, a kor divatja szerinti stílusban, a terv elfogadását követően 1902 szeptemberében nekikezdtek az építkezésnek és 1903 áprilisára már be is fejezték. Ez annál is inkább méltányolandó, mivel az építkezés alapozásánál még a régi városfallal is meg kellett küzdeniük.

## Leírása
A kétemeletes saroképület tornya a félkörösre alakított sarok fölött helyezkedik el. Mindkét homlokzaton hullámos párkányzat fut végig. A homlokzat gazdag díszítőmotívumai, elsősorban virágok és szőlőindák, a koronázó párkány síkjában az első és második emelet ablakai közti falmezőkben találhatók. Az FT felirat és a szőlőfürt jelzi, hogy a Füschl testvéreké volt a ház, akik borkereskedelemmel foglalkoztak. A kovácsoltvas munkák közül a kapu és az első emeleti erkélyek érdemelnek említést. A palota elkészültét követően Ady Endre, a Nagyváradi Naplóban "művészi munkának, új látnivalónak" nevezte az épületet.